# Ivanivka (Novoborîsivka), Rozdilna
Ivanivka (în ucraineană Іванівка) este un sat în comunei Novoborîsivka din raionul Rozdilna, regiunea Odesa, Ucraina.

## Demografie
Componența lingvistică a localității Ivanivka
     Ucraineană (79,12%)
     Rusă (10,99%)
     Romani (4,4%)
     Română (4,4%)
     Slovacă (1,1%)
Conform recensământului din 2001, majoritatea populației localității Ivanivka era vorbitoare de ucraineană (79,12%), existând în minoritate și vorbitori de rusă (10,99%), romani (4,4%), română (4,4%) și slovacă (1,1%).